# Gründautalring
Der Gründautalring ist eine asphaltierte permanente Motorsport-Rennstrecke für Rallycross- und Autocross-Veranstaltungen, die auf dem Gelände des ADAC-Fahrsicherheitszentrums Rhein-Main/Gründau in Hessen, etwa 45 km nordöstlich von Frankfurt am Main liegt.

## Lage
Das Fahrsicherheitszentrum liegt etwa 4 km nordöstlich von Gründau und 1,5 km südlich des Ortsteils Hain-Gründau an der Bundesstraße B 457.

## Geschichte
Die seit 1987 als unasphaltierte Autocrossstrecke genutzte Anlage wurde 1997 mit der Anlage des Fahrsicherheitszentrums komplett asphaltiert.

## Streckenbeschreibung
Die durchgehend asphaltierte Strecke hat eine Länge von etwa 900 Metern. Sie besteht aus zwei großen Kehren sowie einer Schikane, die bei den ein bis zwei Mal jährlich durchgeführten Rennveranstaltungen temporär auf der großen Asphaltfläche abgesteckt wird. 2023 wurde die Strecke um eine Joker-Lap-Variante erweitert. Die umliegenden Naturterassen bieten bei Veranstaltungen Platz für bis zu 4000 Zuschauer.

## Veranstaltungen
Die Strecke stand von 1990 bis 1997 im Rennkalender der Autocross-Europameisterschaft. Heute finden noch Läufe zur Deutschen Autocross und Rallycross Meisterschaft statt. Lokaler Veranstalter ist der MSC Gründautal.